# 本土自治
本土自治，即以本土文化為其主要意識，主張「本地優先」的政策，拒絕民族主義和大一統思想。在大中華地區，台灣、香港、澳門等地都出現本土主義思潮。抱有本土主義思想的人士被稱為「本土派」，在香港分為左翼本土及右翼本土兩大陣營。

## 歷史背景
資本主義在西方國家興起，社會由傳統以社區為單位的體制，轉變成以國家及地區（如省、市）為單位的體制，社區在現代社會體制下，被國家及地區取代。
二十世紀中，一批學者提出地方主義，主張以社區層面建立民眾與政府之間的經濟、政治等方面的關係，有別於國家主義。當時地方主義並未受到重視，但在1980年代開始，美國一些地區的社會運動人士提倡以本地產品為主，優先保障當地農民的生活，以有機耕種等方式促進本土經濟發展，而這種以本地為優先的價值觀也在世界各地傳遍出去，引伸本土主義等政治意識，抗衡全球化、國家主義等主流意識型態。

## 爭議
在香港，部份本土主義者以「蝗蟲」等標籤性詞語貶稱大陸人，而較年輕的本土主義者對中國不以為然，認為上一代的思想普遍存在大中華主義。

## 外部連結
- 重建香港自治運動的理論基礎初探 （页面存档备份，存于） 香港獨立媒體 （繁體中文）